# 索馬利貓
索馬利貓，是一種長毛貓，為阿比西尼亞貓的近親品種。起源于1967年，是由突變的長毛阿比西尼亞貓作為親貓，有計劃培育出的品種。其身長略大于阿比西尼亞貓，尾巴厚實。性格好動聰明，叫聲悅耳，但畏寒。

## 概述與特徵
索馬利貓就是長毛的阿比西尼亞貓，這個品種是1950年代無意間從阿比西尼亞貓的培育中，發現有幾隻小貓生下來就有瓶狀刷般的尾巴與蓬鬆的毛髮。索馬利貓與阿比西尼亞貓的個性相仿；主動、聰明、愛玩、好奇心重，甚至外觀上也有些相似。

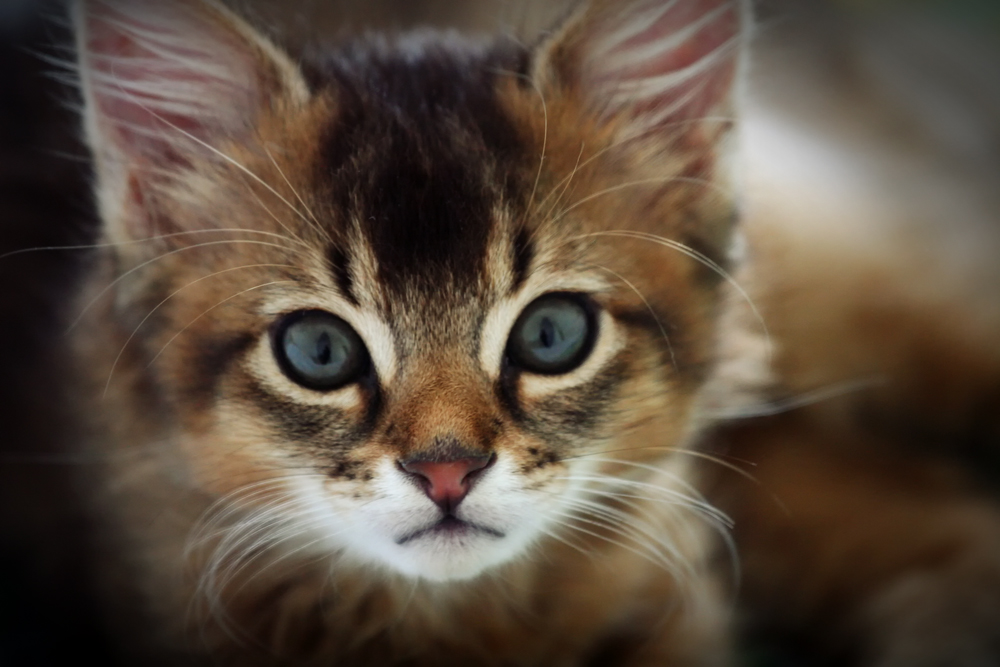
图为一只索马利小猫

而這兩者的差異就在於毛髮的長度，也因此作為索馬利貓的畜主對於寵物的梳毛工作是不能夠偷懶的；好在索馬利貓與其他長毛貓種不同，換季時與平常脫落的毛髮不會特別多。索馬利貓的換毛速率通常相當一致，甚至可以說是“風一吹一換”，一年換毛不超過兩次，比其他長毛貓種例如波斯貓或其他貓種來的簡單俐落。
索馬利貓有著顯明毛髮濃密的尾巴，配合著偏紅色係的毛髮，使得他們在同好圈中得到「狐貓」的稱呼。除了蓬鬆的大尾巴之外，索馬利貓的外觀特徵上，在背脊上、大耳朵上、還有胸口，以及腿部後方以及足部，都佈滿黑色的條紋也是的他們在遠觀上幾乎與狐狸無二。他們的身上也有虎班貓的波狀斑紋，有的索馬利貓的虎紋特別明顯，但是會被視為「缺陷」，通常結紮後再出售；用來展示的索馬利貓身上的虎紋最多只有額頭中央的「M」斑紋可以接受。索馬利貓跟阿比西尼亞貓一樣都有著像女性化妝的「眼線」，口鼻部位、下巴到喉嚨都是白色的毛髮；如果身上有白色的毛髮也就不能登台展示了。
就性情上來說，索馬利貓是很聰明活潑的，也會展現出戒意與好奇心。由於生性愛好自由，就算被豢養也要有足夠的空間讓他們來來去去，大玩類似「印第安那瓊斯」式的遊戲。不過最好不要讓他們出外玩耍，如果養在室外也不要放縱他們跑太遠。
索馬利貓的毛色上一共有四種主要的顏色在美國境內是正式認可的：緋紅、（磚）紅、（灰）藍、黃褐色。至於歐洲的索馬利貓同好與業者反而有不同的稱謂：所謂「一般色」指的是绯紅，「栗紅色」就是所謂的（磚）紅，而且歐洲的索馬利貓俱樂部還推崇「銀色」的索馬利貓。
在1990年代有很多純種交配索產生的索馬利貓發現有嚴重的齒牙方面的問題，而這種先天性的問題都是來自於近親繁殖下的結果，更慘的是這些貓落得把一口牙都拔掉的下場。比如像是嚴重的牙齦炎、幾乎將患貓的牙齦全部橫掃而光，患貓就會無法進食，出現肝腫大（因為體重大量減輕導致肝臟囤積大量的脂肪）而造成貓的死亡。2006年以後愛貓協會重新訂定標準，而業者也聲稱已經透過進步的配種技術將前述的不幸的情形排除在外。